# 加藤舞
加藤 舞（かとう まい、1997年5月1日 - ）は、秋田県出身の女子競輪選手。日本競輪選手会（以下、選手会）鹿児島支部所属（登録地は沖縄県）。日本競輪学校（当時。以下、競輪学校）第116期生。師匠は実父で元競輪選手の加藤忍（59期）。

## 経歴
中学、高校時代はバスケットボールに打ち込んでいた。父が競輪選手だったこともあり、競輪のスピードや迫力に魅力を感じ競輪選手を目指すことになった。
2016年1月14日、競輪学校第112回適性試験に合格。しかし、卒業資格を得ることが出来ず116回生として再入学。在校競走成績は8位（6勝）。その他、学業優秀賞と皆勤賞を受賞した。
2019年7月1日、青森競輪場でデビュー、初勝利となる1着を挙げた。デビュー当初は選手会青森支部所属（登録地は秋田県）で、ホームバンクは美郷町六郷自転車競技場であった。
2021年12月5日、取手FIで初優勝。
2022年5月31日付けで沖縄県（選手会鹿児島支部所属）へ移籍。
2025年8月5日、高知FIで2度目の優勝（完全優勝）。